# Merchtem
Merchtem is een plaats en gemeente in de Belgische provincie Vlaams-Brabant. De gemeente ligt in het arrondissement Halle-Vilvoorde en telt ruim 18.000 inwoners.

## Geschiedenis
In de loop van de geschiedenis heeft het huidige Merchtem meerdere namen gekend namelijk: Martinas, Merchtinis, Markedunum en Merchtenen. Reeds in de 7e eeuw was Merchtem een rijk en dichtbevolkt gebied en behoorde toe aan bisschop van Kamerijk. Van de Karolingische tijd tot de elfde eeuw lag het grondgebied van Merchtem in de Brabantgouw. De juiste en specifieke oorsprong is onbekend. In 1251 verhief hertog Hendrik III het tot een vrijheid. Dankzij deze vrijheid kon Merchtem zich gaan uitbreiden op tal van vlakken.
Het wegennet van Merchtem heeft in de loop der jaren een belangrijke rol gespeeld in de transithandel. Als men het over transithandel heeft spreekt men over de Romeinse heerbaan van Bavay-Henegouwen-Asse, Londerzeel naar Rumst en nog een baan naar Baasrode via de Schelde. Daarnaast waren er ook nog de veiligere en meer bekende banen van Dendermonde, Vilvoorde, Brugge over Gent en Leuven richting Luik. In de baan tussen Leuven en Luik speelde Merchtem een grote rol als grensgemeente tussen Brabant en Vlaanderen zodus als pleisterplaats voor de 14e eeuw. Vanaf de opkomst van Brussel speelde de weg van Brussel via Wemmel en Brussegem een grote rol inzake de betrekking die ze had met het Brusselse patriciaat. Deze heeft zich kort erna ook in Merchtem gevestigd.
Al deze uitbreidingen zorgden ervoor dat Merchtem zich met hoge snelheid ontwikkelde. Dankzij deze ontwikkelingen kwam er een verdrag tussen de Hertog van Brabant en de heer van Dendermonde. Het liep echter niet zoals gewenst: de hertog van Brabant liet een lakenweversgilde oprichten dat als gevolg had dat de burgerij van Brussel hier niet mee was gediend. Een afschaffing van dit verdrag volgde in de 14e eeuw.
In 1561 werd het nut ingezien van handel over water met als gevolg dat vele handel niet meer over steden moesten gaan maar zo rechtstreeks naar hun destinatie konden gaan. De vaart Brussel-Willebroek had een enorme invloed op de handel van Merchtem. Het gebruik van de vaart werd gezien als een enorm pijnpunt.
Later, tot het einde van de achttiende eeuw maakte de vrijheid van Merchtem deel uit van het kwartier Brussel in het hertogdom Brabant. De in de zestiende eeuw verwoeste burcht van de heren van Merchtem en de nog bestaande donjon van het Hof ten Houte (14e eeuw) bevonden zich dicht bij de Brabants-Vlaamse grens.

## Geografie
De gemeente wordt gerekend tot de streek Brabantse Kouters.
Daarnaast ligt Merchtem ook in de noordwesthoek van Vlaams-Brabant. Merchtem ligt in het midden van de cirkel Brussel-Dendermonde-Vilvoorde en ligt op ongeveer een afstand van 15 km van deze steden. Het grenst ook aan het Pajottenland en de Vlaamse vlakte.

### Kernen
Naast Merchtem zelf telt de fusiegemeente volgende dorpskernen:
- Ossel, een gehucht met dorpskarakter in de deelgemeente Brussegem
- Peizegem, een gehucht met dorpskarakter, bijgenaamd 'Den Boskant'
- Hamme, een deelgemeente
- Een deel van Bollebeek, een gehucht op de grens met Asse

Op 23 juli 1971 kwam er een wet voor de samenvoeging van gemeenten. Het ontwerp voor deze samenvoeging was tegen 1974 klaar. In dit ontwerp stond dat Merchtem moest worden samengevoegd met Brussegem en Hamme (zonder Oppem dat deel uitmaakte van Brussegem, Oppem ging naar Meise).
De fusie werd als volgt verantwoord: ‘De drie gemeenten liggen op de provinciale baan Brussel - Merchtem op een afstand van 5 tot 7 km. Hamme en Brussegem zijn volledig landelijk zonder industrie. Brussegem bestaat buiten de dorpskern uit verspreide gehuchten waarvan Oppem met eigen kerk op Meise is afgestemd. Merchtem heeft industrie en tertiaire bedrijven, vandaar dat de ingaande pendel belangrijk is. Toch is globaal gezien ook deze nieuwe entiteit op pendel naar Brussel afgestemd. De landbouwspecialiteiten zijn groenten, fruit en pluimvee.’

### Deelgemeenten

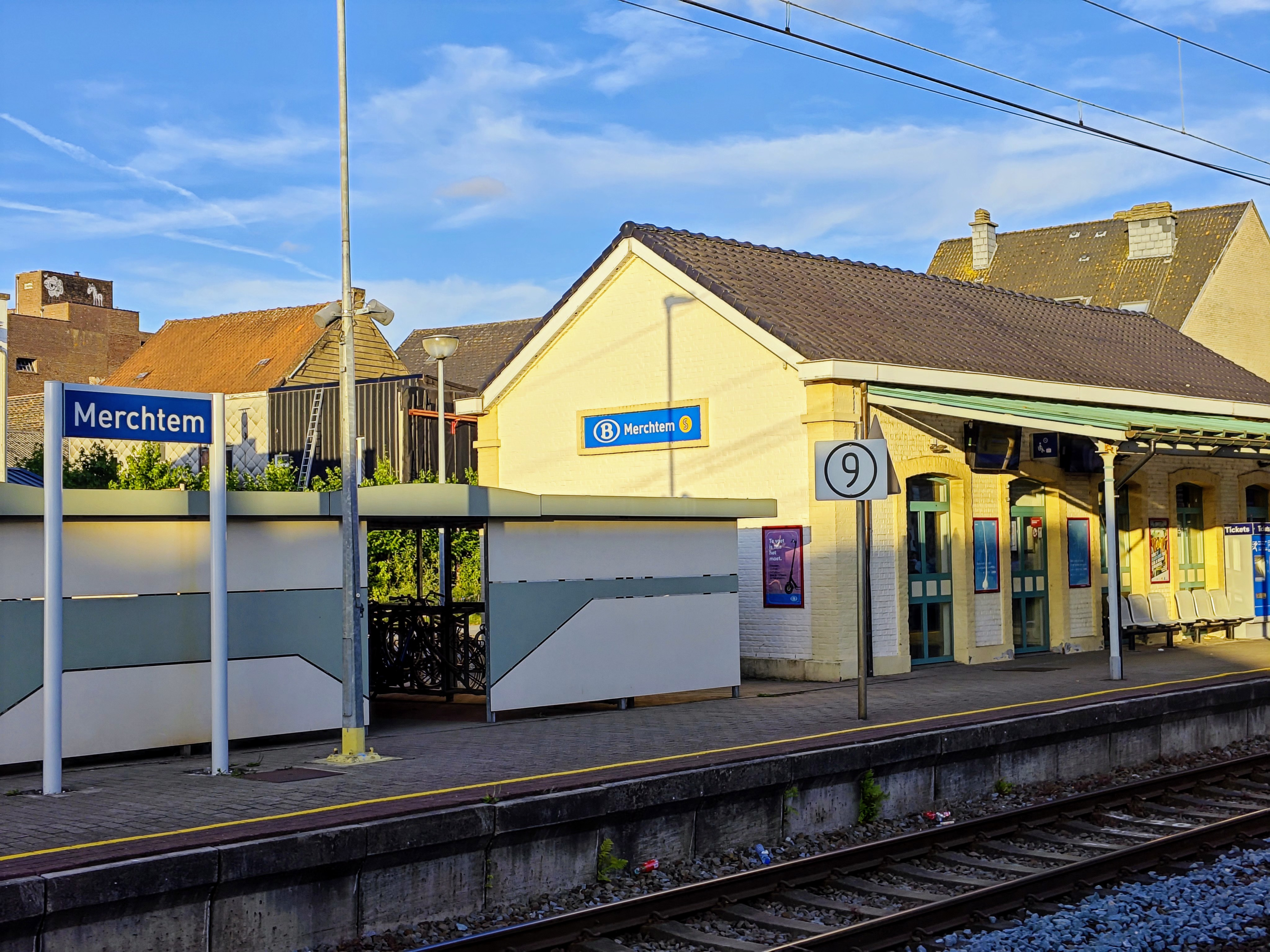
station Merchtem

| # | Naam      | Opp. (km²) | Inwoners (2020) | Inwoners per km² | NIS-code |
| - | --------- | ---------- | --------------- | ---------------- | -------- |
| 1 | Merchtem  | 20,98      | 13.194          | 629              | 23052A   |
| 2 | Brussegem | 14,52      | 2.716           | 187              | 23052B   |
| 3 | Hamme     | 1,41       | 856             | 609              | 23052C   |

### Aangrenzende gemeenten
| Aangrenzende gemeenten | Aangrenzende gemeenten | Aangrenzende gemeenten | Aangrenzende gemeenten | Aangrenzende gemeenten |
| ---------------------- | ---------------------- | ---------------------- | ---------------------- | ---------------------- |
| Buggenhout (Oost-Vl.)  |                        | Londerzeel             |                        |                        |
|                        |                        |                        |                        |                        |
| Opwijk                 | Meise                  |                        |                        |                        |
|                        |                        |                        |                        |                        |
|                        |                        | Asse                   |                        | Wemmel                 |

## Bezienswaardigheden

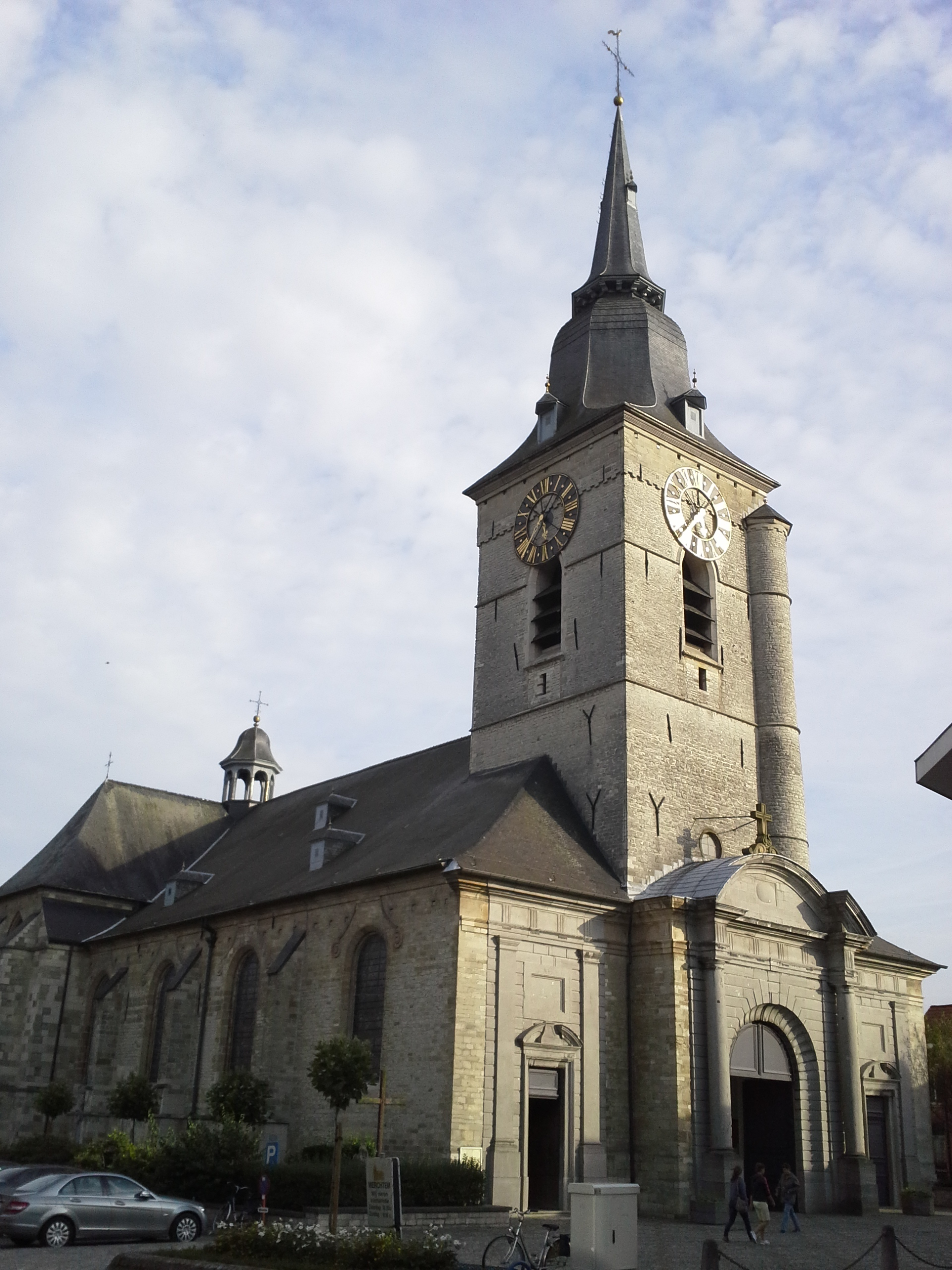
Onze-Lieve-Vrouwekerk

- De Onze-Lieve-Vrouwekerk
- De Langeveldmolen
- De Binnenmolen
- De Burcht
- Het Moordkruis
- Het domein Appelkot
- Knoteik met herinneringskruis
- Gewone es als grensboom op de gemeentegrens tussen Merchtem en Asse[1]

## Natuur en landschap
Merchtem ligt in Zandlemig Vlaanderen en het licht-golvende landschap varieert in hoogte van 15-55 meter. Merchtem ligt aan de Grote Molenbeek en ten oosten daarvan loopt de Kwetstenbeek noordwaarts, die in de Grote Molenbeek uitmondt.

## Demografie

### Demografische evolutie deelgemeente voor de fusie
- Bronnen:NIS, Opm:1831 tot en met 1970=volkstellingen, 1976= inwonersaantal op 31 december

### Demografische ontwikkeling van de fusiegemeente
Alle historische gegevens hebben betrekking op de huidige gemeente, inclusief deelgemeenten, zoals ontstaan na de fusie van 1 januari 1977.
- Bronnen:NIS, Opm:1831 tot en met 1981=volkstellingen; 1990 en later= inwonertal op 1 januari

| Inwoners van jaar tot jaar op 1 januari 1992 tot heden | Inwoners van jaar tot jaar op 1 januari 1992 tot heden | Inwoners van jaar tot jaar op 1 januari 1992 tot heden |
| jaar                                                   | Aantal                                                 | Evolutie: 1992=index 100                               |
| ------------------------------------------------------ | ------------------------------------------------------ | ------------------------------------------------------ |
| 1992                                                   | 13.292                                                 | 100,0                                                  |
| 1993                                                   | 13.411                                                 | 100,9                                                  |
| 1994                                                   | 13.563                                                 | 102,0                                                  |
| 1995                                                   | 13.720                                                 | 103,2                                                  |
| 1996                                                   | 13.826                                                 | 104,0                                                  |
| 1997                                                   | 13.977                                                 | 105,2                                                  |
| 1998                                                   | 14.024                                                 | 105,5                                                  |
| 1999                                                   | 14.114                                                 | 106,2                                                  |
| 2000                                                   | 14.250                                                 | 107,2                                                  |
| 2001                                                   | 14.254                                                 | 107,2                                                  |
| 2002                                                   | 14.321                                                 | 107,7                                                  |
| 2003                                                   | 14.436                                                 | 108,6                                                  |
| 2004                                                   | 14.551                                                 | 109,5                                                  |
| 2005                                                   | 14.663                                                 | 110,3                                                  |
| 2006                                                   | 14.838                                                 | 111,6                                                  |
| 2007                                                   | 15.053                                                 | 113,2                                                  |
| 2008                                                   | 15.104                                                 | 113,6                                                  |
| 2009                                                   | 15.140                                                 | 113,9                                                  |
| 2010                                                   | 15.341                                                 | 115,4                                                  |
| 2011                                                   | 15.558                                                 | 117,0                                                  |
| 2012                                                   | 15.693                                                 | 118,1                                                  |
| 2013                                                   | 15.866                                                 | 119,4                                                  |
| 2014                                                   | 15.900                                                 | 119,6                                                  |
| 2015                                                   | 15.920                                                 | 119,8                                                  |
| 2016                                                   | 16.083                                                 | 121,0                                                  |
| 2017                                                   | 16.100                                                 | 121,1                                                  |
| 2018                                                   | 16.294                                                 | 122,6                                                  |
| 2019                                                   | 16.583                                                 | 124,8                                                  |
| 2020                                                   | 16.766                                                 | 126,1                                                  |
| 2021                                                   | 17.154                                                 | 129,1                                                  |
| 2022                                                   | 17.507                                                 | 131,7                                                  |
| 2023                                                   | 17.740                                                 | 133,5                                                  |
| 2024                                                   | 18.029                                                 | 135,6                                                  |
| 2025                                                   | 18.361                                                 | 138,1                                                  |

## Politiek

### Geschiedenis

#### Burgemeesters
| Tijdspanne | Tijdspanne               | Burgemeester                  |
| ---------- | ------------------------ | ----------------------------- |
|            | 1830 - 1852              | Guillielmus De Coster         |
|            | 1852 - 1864              | Honoré Van Der Linden         |
|            | 1864 - 1866              | Cornelis Van Overstraeten     |
|            | 1867 - 1869              | Karel Lodewijk Sacré          |
|            | 1869 - 1879              | Cornelis Van Overstraeten     |
|            | 1879 - 1881              | Ernest August Clavareau       |
|            | 1881 - 1884              | Joannes Baptist Gorgon        |
|            | 1885 - 1917              | Constant De Geest             |
|            | juni 1918 - oktober 1918 | Jan Willem De Roy             |
|            | 1918 -1932               | Theophiel Van Den Bril        |
|            | 1933 - 1959              | Joseph Van Ginderachter (CVP) |
|            | 1959 - 1976              | Georges Van Den Houte (CVP)   |
|            | 1977 - 1982              | Hubert Jeghers (CVP)          |
|            | 1983 - 1988              | Luc Van Weyenberg (VU)        |
|            | 1989                     | Chantal De Smedt (CVP)        |
|            | 1989 - 2000              | Herman Magnus (CVP)           |
|            | 2001 - 2018              | Eddie De Block (Open VLD)     |
|            | 2019 - heden             | Maarten Mast (Onafhankelijk)  |

#### Legislatuur 2001 - 2006
De kartellijst van VLD en Gemeentebelangen (GMB) sloot een coalitie met de partij 'Burger'. Burgemeester werd Eddie De Block (VLD). In juni 2006 spatte de partij Burger uit mekaar. Een aantal leden trokken naar de VLD-GMB en een groep onder leiding van Jef Ringoot startte een nieuwe partij onder de naam 'Onafhankelijke Partij Merchtem' (OPM), later werd deze naam gewijzigd in 'Toekomst'.

#### Legislatuur 2007 - 2012
De VLD-GMB en de sp.a trokken in kartel naar de kiezer. Lijsttrekkers waren Eddie De Block (VLD-GMB-sp.a-LVB), Frank Meysmans (CD&V-N-VA), Dirk Vanderstappen (Vlaams Belang), Gerd Van Hoof (Groen!) en Jef Ringoot (Toekomst). De VLD-GMB-sp.a-LVB behaalde een absolute meerderheid. Eddie De Block (VLD) kreeg 3.606 voorkeurstemmen en volgde zichzelf op als burgemeester.

#### Legislatuur 2013 - 2018
In de aanloop naar de gemeenteraadsverkiezingen van 2012 werd het valentijnskartel tussen CD&V en N-VA opgeblazen. De Burgemeester was Eddie De Block van de Lijst Burgemeester. Deze lijst had de meerderheid met 14 op 25 zetels.

#### Legislatuur 2019 - 2024
Bij de gemeenteraadsverkiezingen van 2018 werd de liberale lijst Lijst1785 de grootste partij. Deze vormde een coalitie met CD&V Plus, zodat er een meerderheid van 14 op 25 zetels ontstond. Lijst1785-lijsttrekster Maggie De Block nam het burgemeesterschap niet op ten voordele van Maarten Mast.

#### Legislatuur 2024 - 2030
In gemeenteraadsverkiezingen van 2024 bleef het liberale Team Burgemeester de grootste partij. Ditmaal ging de partij in zee met N-VA, die samen met Team Burgemeester een meerderheid van 13 op 25 zetels vormde. Maarten Mast (Team Burgemeester) bleef burgemeester.

### Resultaten gemeenteraadsverkiezingen sinds 1976
| Partij of kartel     | Partij of kartel                                                                            | 10-10-1976 | 10-10-1976 | 10-10-1982 | 10-10-1982 | 9-10-1988 | 9-10-1988 | 9-10-1994 | 9-10-1994 | 8-10-2000 | 8-10-2000 | 8-10-2006 | 8-10-2006 | 14-10-2012 | 14-10-2012 | 14-10-2018 | 14-10-2018 | 13-10-2024 | 13-10-2024 |
| Stemmen / Zetels     | Stemmen / Zetels                                                                            | %          | 21         | %          | 23         | %         | 23        | %         | 23        | %         | 23        | %         | 23        | %          | 25         | %          | 25         | %          | 25         |
| -------------------- | ------------------------------------------------------------------------------------------- | ---------- | ---------- | ---------- | ---------- | --------- | --------- | --------- | --------- | --------- | --------- | --------- | --------- | ---------- | ---------- | ---------- | ---------- | ---------- | ---------- |
|                      | CVP1 / CD&V+N-VAA / CD&V2 / CD&V Plus3                                                      | 44,281     | 10         | 40,671     | 11         | 40,441    | 12        | 33,791    | 9         | 32,11     | 9         | 32,25A    | 8         | 24,682     | 6          | 15,53      | 4          | 18,23      | 5          |
|                      | VU1 / CD&V+N-VAA / N-VA2                                                                    | 9,61       | 1          | 6,551      | 1          | 11,761    | 2         | -         |           | -         |           | 32,25A    | 8         | 18,432     | 4          | 14,62      | 3          | 16,42      | 4          |
|                      | GB1 / GMB2 / VLD-GMB / VLD-GMBC VLD-GMB-SPA-LVBD / Lijst van de BurgemeesterE / Lijst 1785F | 38,081     | 9          | 41,512     | 11         | 24,742    | 6         | 33,49B    | 9         | 37,87C    | 10        | 48,94D    | 14        | 49,09E     | 14         | 36,6F      | 10         | 31,9E      | 9          |
|                      | PVV1                                                                                        | -          |            | -          |            | 10,691    | 2         | 33,49B    | 9         | 37,87C    | 10        | 48,94D    | 14        | 49,09E     | 14         | 36,6F      | 10         | 31,9E      | 9          |
|                      | SP1 / ANDERS2                                                                               | -          |            | 6,471      | 0          | 6,061     | 0         | 9,122     | 1         | 4,321     | 0         | 48,94D    | 14        | 49,09E     | 14         | 36,6F      | 10         | 31,9E      | 9          |
|                      | Agalev1 / Groen2                                                                            | -          |            | -          |            | 6,311     | 1         | -         |           | 7,721     | 1         | 6,51      | 0         | 7,812      | 1          | 8,92       | 1          | 4,32       | 0          |
|                      | Pro Merchtem                                                                                | -          |            | -          |            | -         |           | -         |           | -         |           | -         |           | -          |            | 24,4       | 7          | 23,8       | 7          |
|                      | BURGER1 / Toekomst2                                                                         | -          |            | -          |            | -         |           | 17,071    | 4         | 11,261    | 2         | 3,242     | 0         | -          |            | -          |            | -          |            |
|                      | Vlaams Blok1 / Vlaams Belang2                                                               | -          |            | -          |            | -         |           | -         |           | 6,721     | 1         | 9,062     | 1         | -          |            | -          |            | 5,42       | 0          |
|                      | VP                                                                                          | 8,04       | 1          | -          |            | -         |           | -         |           | -         |           | -         |           | -          |            | -          |            | -          |            |
| Anderen(*)           | Anderen(*)                                                                                  | -          |            | 4,8        | 0          | -         |           | 6,54      | 0         | -         |           | -         |           | -          |            | -          |            | -          |            |
| Totaal stemmen       | Totaal stemmen                                                                              | 8512       | 8512       | 9468       | 9468       | 9817      | 9817      | 10042     | 10042     | 10446     | 10446     | 11192     | 11192     | 11427      | 11427      | 11315      | 11315      | 9267       | 9267       |
| Opkomst %            | Opkomst %                                                                                   |            |            |            |            | 97,31     | 97,31     | 94,67     | 94,67     | 94,29     | 94,29     | 96,26     | 96,26     | 93,14      | 93,14      | 93,6       | 93,6       | 68,1       | 68,1       |
| Blanco en ongeldig % | Blanco en ongeldig %                                                                        | 2,26       | 2,26       | 2,72       | 2,72       | 2,21      | 2,21      | 4,65      | 4,65      | 3,69      | 3,69      | 3,18      | 3,18      | 2,23       | 2,23       | 3,8        | 3,8        | 1,1        | 1,1        |

De rode cijfers naast de gegevens duiden aan onder welke naam de partijen telkens bij een verkiezing opkwamen.

De zetels van de gevormde meerderheid staan vetjes afgedrukt. De grootste partij staat in kleur. 
(*) 1982: DS / 1994: PSJV

## Cultuur

### Taal
De plaatselijke uitspraak van Merchtem in het Brabants luidt Merchtn, en de officiële taal is er het Nederlands.
Op 24 oktober 2005 verbood de gemeente borden in andere talen dan het Nederlands op de markt. Minister van Binnenlandse Zaken Marino Keulen schorste dit besluit echter omdat het in strijd was met de wet. In augustus 2006 verbood de gemeente het gebruik van andere talen dan het Nederlands op school, zowel door leerlingen als ouders met als rechtvaardiging dat de scholen werden betaald door de Vlaamse Gemeenschap. In de woelige BHV-periode, april 2010 stond de toenmalige burgemeester niet toe dat de lokale politie (AMOW = Asse, Merchtem, Opwijk, Wemmel) een eentalige (Franse) info-avond organiseerde op aandringen van Wemmels burgemeester Andries.

### Evenementen

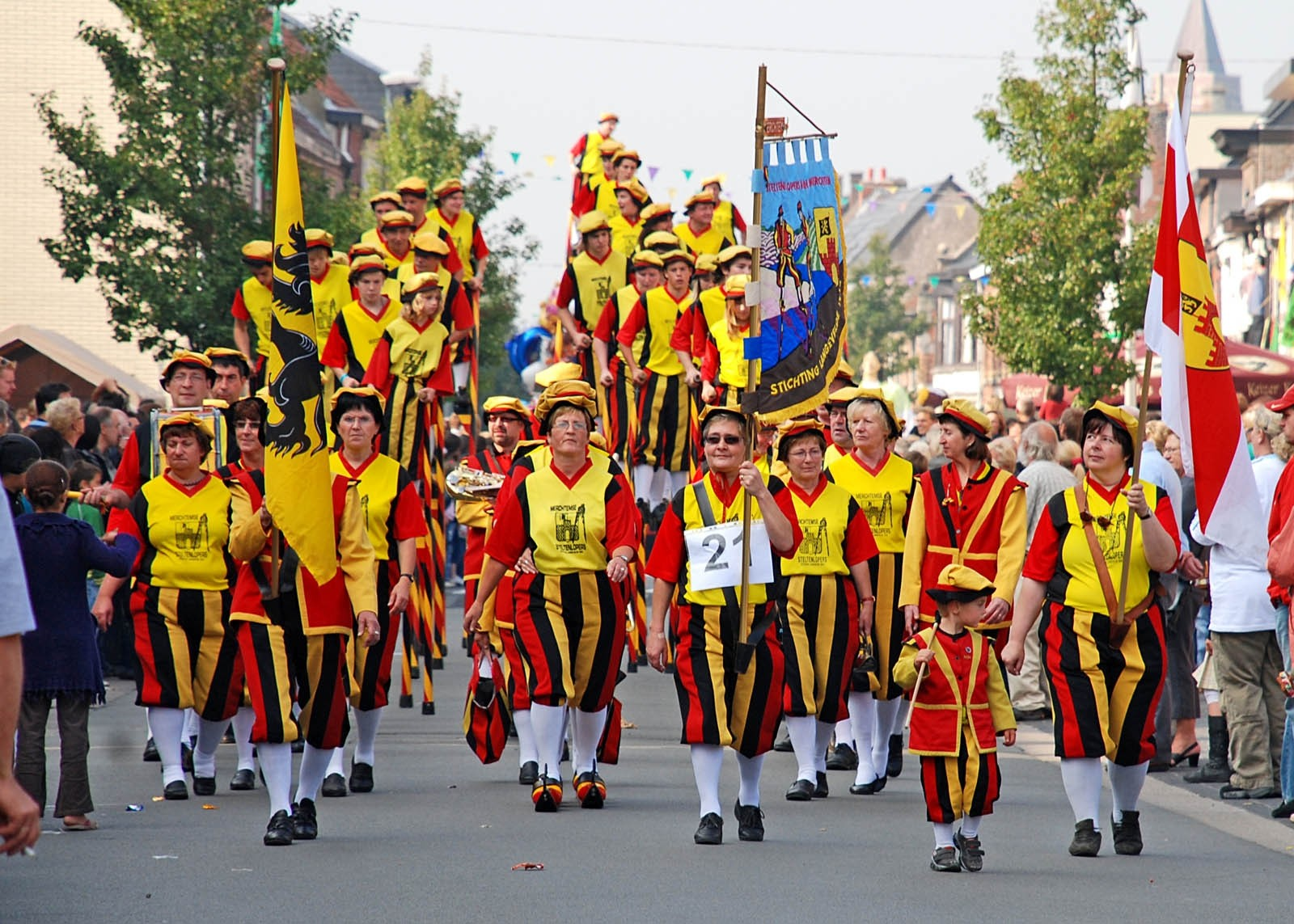
De Koninklijke Steltenlopers van Merchtem

- Jaarlijks verzorgt de Koninklijke Harmonie St-Cecilia van Merchtem een 10-tal concerten, zowel in eigen gemeente als buiten de gemeentegrenzen. Ze organiseren een een jaarlijks winterconcert in zaal HARMONIE en zijn aanwezig bij grote evenementen als de jaarlijkse kermis en wapenstilstand.[16][17]

- De Koninklijke Steltenlopers van Merchtem: Opgericht na de Tweede Wereldoorlog en ondertussen uitgegroeid tot een internationale attractie. "Haast jaarlijks overstroomde de Molenbeek het gehucht Langevelde. Afgesloten van de buitenwereld konden de bewoners enkel op stelten de dorpskom van Merchtem bereiken. In de winter, bij sterk vriesweer, gebeurde de overtocht met klompen of glijplanken. De blokkenloopsters illustreren dit gebruik uit de koude winterdagen van weleer."
- Merchtemse kermis: Elk jaar is er in Merchtem 10 dagen kermis. Deze kermis gaat van start op vrijdagavond en sluit één week later af op zondag met de traditionele ballekesworp.

## Onderwijs
- Sint-Donatusinstituut, een katholieke school gesticht in 1908 door de Broeders van Onze-Lieve-Vrouw van Lourdes.
- Gemeentelijke Technische en Beroepsschool Merchtem (GTSM)
- Gemeentelijke Tuinbouwschool
- Gemeentelijke Basisschool De Plataan, Merchtem
- Gemeentelijke Basisschool Ten Bos, Peizegem
- Vrije Basisschool Rinkeling, Brussegem
- Vrije Kleuterschool Ter Dreef, Merchtem
- Vrije lagere school Ter Dreef, Merchtem

## Economie
De voormalige Brouwerij Ginder-Ale, die het zicht op de dorpskern van Merchtem bepaalt, met een rood en wit gebouw (de voormalige bottelarij) is tegenwoordig een woonzorgcentrum, appartementen, lofts, horeca, winkels en kantoren gevestigd. In de bottelarij is een supermarkt en een evenementenbedrijf gevestigd.

## Sport
Voetbalclub KHO Merchtem, sinds 1994 KHO Merchtem-Brussegem, speelde in de tweede helft van de 20ste eeuw enkele decennia in de nationale reeksen, maar hield in 2000 op te bestaan. De toen opgerichte voetbalclub FC Merchtem 2000 fuseerde op zijn beurt in 2016 met SC Wolvertem tot KHO Wolvertem Merchtem.

## Jumelage
- Chiheru de Jos[18]

## Bekende personen uit Merchtem
- Hennen van Merchtenen (1360-na 1415), auteur
- Frans Segers (1751 of 1752-1821), militair
- Léon De Coster (1854-1928), politicus
- August De Boeck (1865-1937), componist
- Juul De Winde (1893-1918) dichter en militair
- Emiel Louis De Winde (1914-1987), abt
- Edward Teirlinck (1921-1971), organist
- Hugo De Grauwe (1954), gewichtheffer
- Tony De Pauw (1954-2025), ondernemer
- Maurice De Velder (1958), ondernemer
- Maggie De Block (1962), politicus
- Eddie De Block (1967), arts en politicus
- Bert Vermeir (1977), spring- en dressuurruiter
- Maarten Mast (1978), politicus en bestuurder
- Willem Van Schuerbeeck (1984), atleet
- Nele Van den Broeck (1985), muzikant

## Nabijgelegen kernen
Opwijk, Mazenzele, Mollem, Brussegem, Wolvertem, Meuzegem, Steenhuffel, Peizegem